# Apeadero de Alcaide
El Apeadero de Alcaide es una plataforma ferroviaria de la Línea de la Beira Baixa, que sirve a la localidad de Alcaide, en el Distrito de Castelo Branco, en Portugal.

## Historia
Este apeadero se encuentra en el tramo entre Abrantes y Covilhã de la Línea de la Beira Baixa, que entró en servicio el 6 de septiembre de 1891, por la Compañía Real de los Caminhos de Ferro Portugueses.